# Nümbrecht
Nümbrecht là một đô thị ở Oberbergischer Kreis, trong Northrhine-Westfalia, Đức. Đây là một đô thị nghỉ dưỡng với khí hậu tốt.
Nümbrecht có cự ly khoảng 40 km về phía đông của Köln.

### Các địa phương giáp ranh
|                    | Bắc: Wiehl    |                 |
| Tây: Engelskirchen | Nümbrecht     | Đông: Reichshof |
|                    | Nam: Waldbröl |                 |

## Các khu phố
| A | Auf der Hardt - Abbenroth - Ahebruch - Alsbach |
| B | Bierenbachtal - Breunfeld - Benroth - Berkenroth - Breitewiese - Brünglinghausen - Bruch - Büschhof - Buch                                                              |
| D | Distelkamp - Drinsahl |
| E | Elsenroth - Erlinghausen |
| F | Friedenthal |
| G | Gaderoth - Grünthal - Grunewald - Göpringhausen - Gerhardsiefen - Grötzenberg - Geringhausen - Geringhauser Mühle - Guxmühlen                                           |
| H | Hammermühle - Hardt - Harscheid - Hasenberg - Homburg Bröl - Heide - Heisterstock - Hillenbach - Hochstraßen - Höferhof - Hömel - Homburger Papiermühle - Huppichteroth |
| K | Kleinhöhe - Krahm - Kurtenbach |
| L | Langenbach - Linde - Lindscheid -Lindscheid Mühle - Loch - Löhe |
| M | Malzhagen - Marienberghausen - Mildsiefen - Mühlenthal |
| N | Nallingen - Neuenberg - Neuroth - Nümbrecht - Niederbröl - Niederbreidenbach - Niederelben - Niederstaffelbach - Nöchel                                                 |
| O | Oberbierenbach - Oberbech - Oberstaffelbach - Oberbreidenbach - Ödinghausen - Oberelben                                                                                 |
| P | Prombach |
| R | Riechenbach - Rommelsdorf - Röttgen - Rose |
| S | Stockheim - Schönhausen - Schönthal - Spreitgen - Stranzenbach - Straße                                                                                                 |
| U | Überdorf - Unter der Hardt |
| V | Vorholz |
| W | Winterborn - Windhausen - Wirtenbach - Wolfscharre |